# Orenburg
Orenburg (tiếng Nga: Оренбург, IPA: [ərʲɪnˈburk], tiếng Kazakh: Орынбор, đã Latinh hoá: Orynbor) là trung tâm hành chính của tỉnh Orenburg, Nga. Thành phố nằm bên bờ sông Ural, cách Moskva 1.478 kilômét (918 mi) về phía đông nam, và nằm trên ranh giới giữa châu Âu và châu Á. Orenburg nằm gần biên giới với Kazakhstan. Dân số: 548.331 (điều tra năm 2010); 549.361 (điều tra năm 2002); 546,501 (Điều tra dân số năm 1989).

## Địa lý
Orenburg nằm trên thảo nguyên rừng Nam Siberia, trong lưu vực trung lưu sông Ural (gần hợp lưu của sông này với sông Sakmara). Điểm cao nhất của thành phố có độ cao 154,4 mét (507 ft).

## Lịch sử

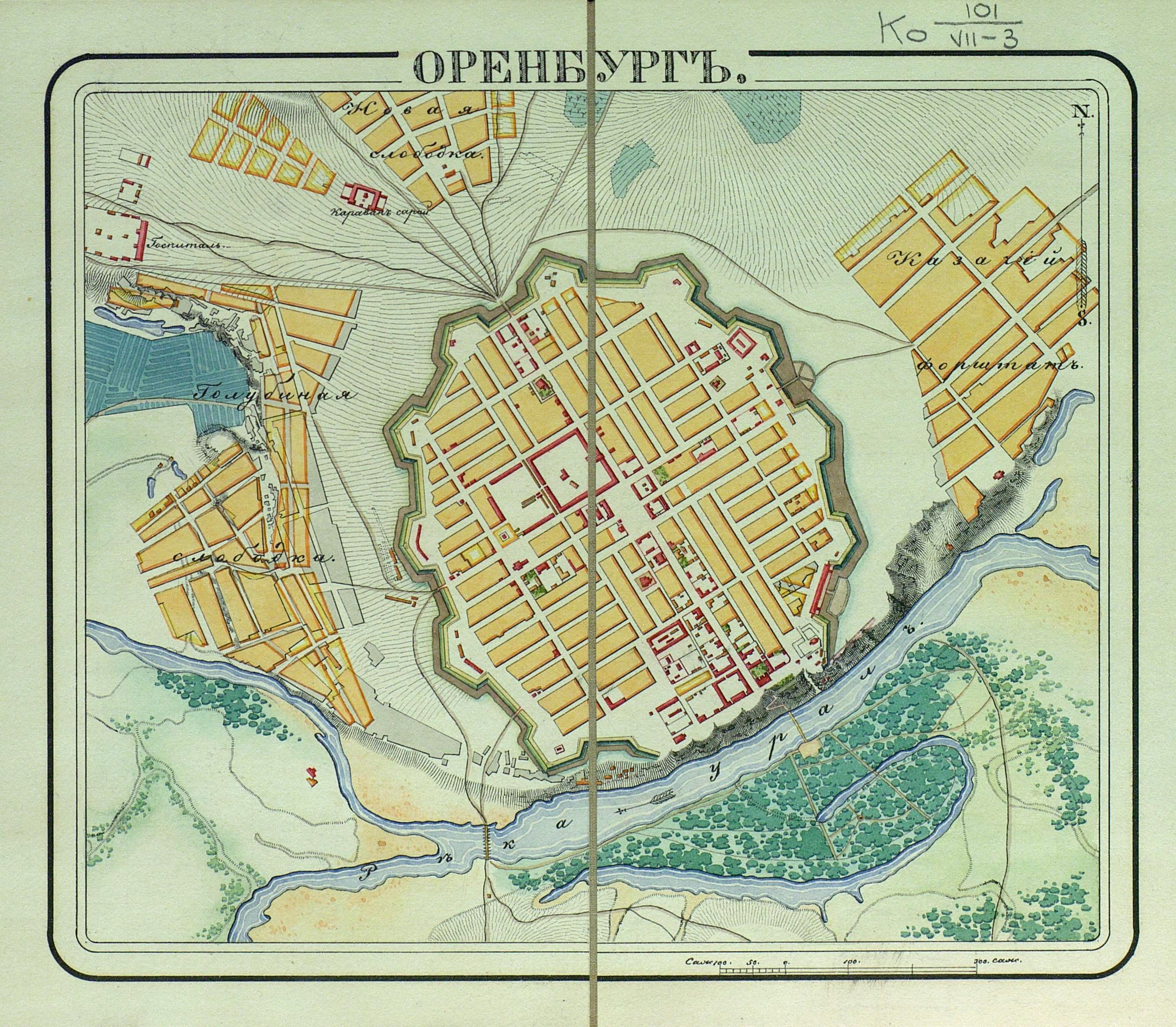
Bản đồ Orenburg năm 1828

### Giao thông

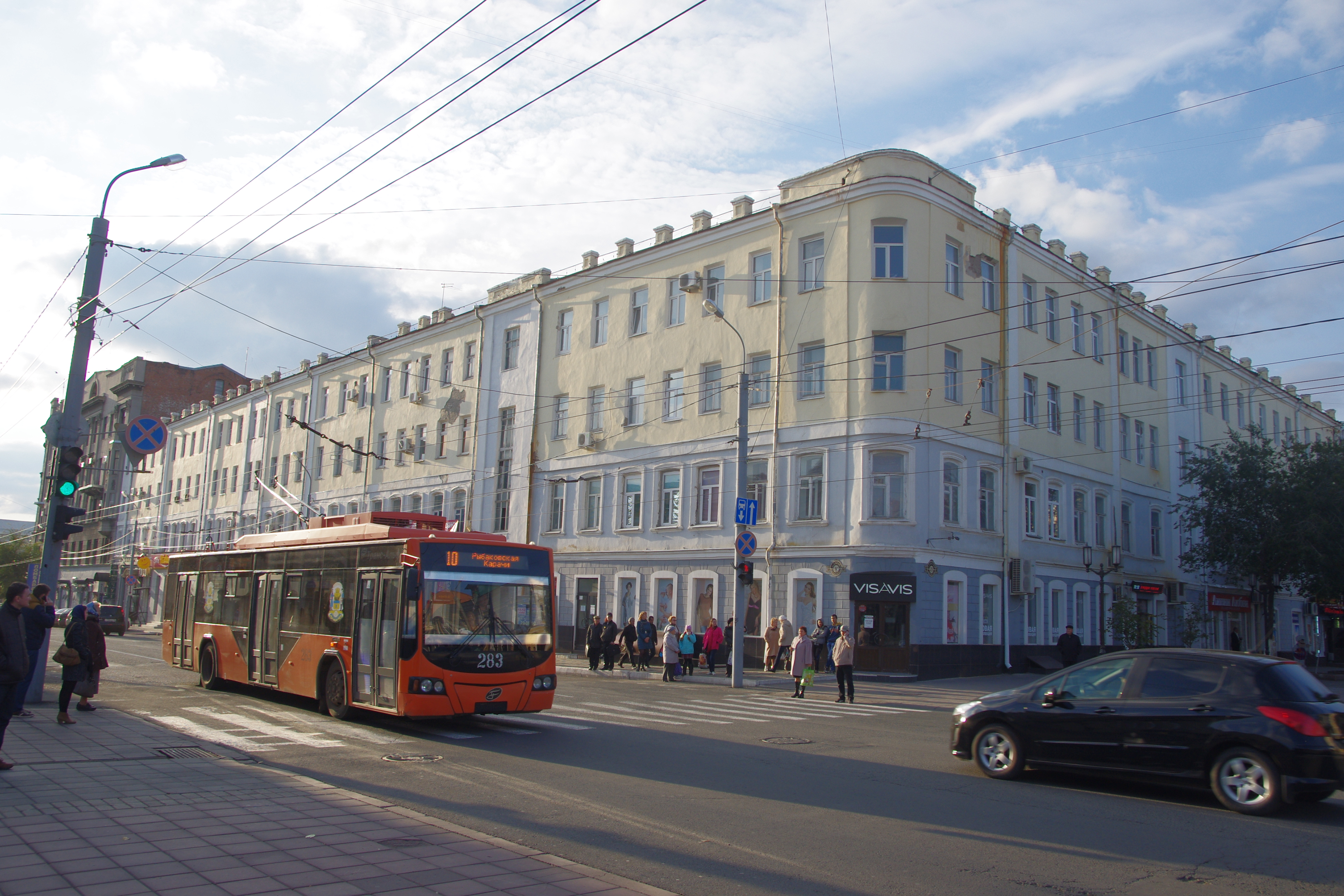
Xe điện VMZ Avantgarde

### Giáo dục

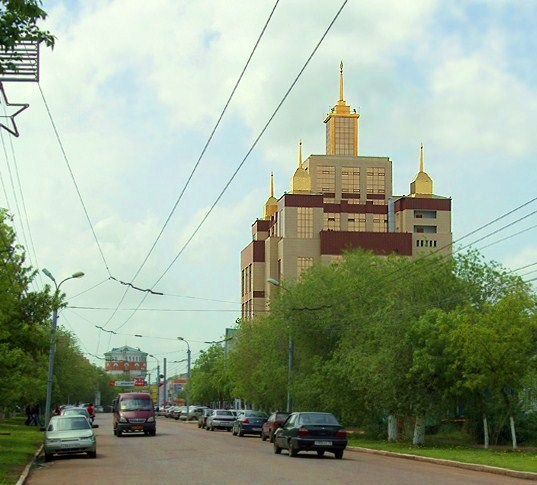
Đại học Quốc gia Orenburg